# Brevibarbis waterstoni
Brevibarbis waterstoni är en insektsart som beskrevs av Bo Tjeder och Christer Hansson 1992. Brevibarbis waterstoni ingår i släktet Brevibarbis och familjen fjärilsländor. Inga underarter finns listade i Catalogue of Life.